# Bahnstrecke Siegelsdorf–Markt Erlbach
| |                      |                                |                                |
| Streckennummer: | 5913                 |                                |                                |
| Kursbuchstrecke (DB): | 807                  |                                |                                |
| Kursbuchstrecke: | 415h (1946)          |                                |                                |
| Streckenlänge: | 17,690 km            |                                |                                |
| Spurweite: | 1435 mm (Normalspur) |                                |                                |
| Streckenklasse: | C4                   |                                |                                |
| Streckengeschwindigkeit: | 60 km/h              |                                |                                |
| |                      |                                |                                |
| \| \| \| von Fürth (Bay) Hbf \| \| \| \| 0,000 \| Siegelsdorf \| 306 m \| \| \| \| nach Würzburg Hbf \| \| \| \| 2,210 \| Raindorf \| Raindorf \| \| \| 3,800 \| Göckershof (bis 1925) \| Göckershof (bis 1925) \| \| \| 5,564 \| Langenzenn \| Langenzenn \| \| \| \| Zenn \| \| \| \| 6,759 \| Hardhof \| Hardhof \| \| \| \| Bundesstraße 8 \| \| \| \| 9,180 \| Laubendorf \| Laubendorf \| \| \| 10,200 \| Heinersdorf (bis 1925) \| Heinersdorf (bis 1925) \| \| \| 11,520 \| Wilhermsdorf \| Wilhermsdorf \| \| \| 12,300 \| Wilhermsdorf Mitte (seit 1998) \| Wilhermsdorf Mitte (seit 1998) \| \| \| 12,700 \| Dippoldsberg (bis 1925) \| Dippoldsberg (bis 1925) \| \| \| 14,529 \| Adelsdorf (Mittelfr) \| 334 m \| \| \| 16,103 \| Eschenbach (b Markt Erlbach) \| 356 m \| \| \| 17,690 \| Markt Erlbach \| 383 m \| \| \| \| \| \| \| Quellen: [1][2] \| \| \| \| |                      |                                |                                |
| Strecke |                      | von Fürth (Bay) Hbf            | von Fürth (Bay) Hbf            |
| Bahnhof | 0,000                | Siegelsdorf                    | 306 m                          |
| Abzweig geradeaus und nach rechts |                      | nach Würzburg Hbf              | nach Würzburg Hbf              |
| Haltepunkt / Haltestelle | 2,210                | Raindorf                       | Raindorf                       |
| ehemaliger Haltepunkt / Haltestelle | 3,800                | Göckershof (bis 1925)          | Göckershof (bis 1925)          |
| Haltepunkt / Haltestelle | 5,564                | Langenzenn                     | Langenzenn                     |
| Brücke über Wasserlauf |                      | Zenn                           | Zenn                           |
| Haltepunkt / Haltestelle | 6,759                | Hardhof                        | Hardhof                        |
| Strecke mit Straßenbrücke |                      | Bundesstraße 8                 | Bundesstraße 8                 |
| Haltepunkt / Haltestelle | 9,180                | Laubendorf                     | Laubendorf                     |
| ehemaliger Haltepunkt / Haltestelle | 10,200               | Heinersdorf (bis 1925)         | Heinersdorf (bis 1925)         |
| Bahnhof | 11,520               | Wilhermsdorf                   | Wilhermsdorf                   |
| Haltepunkt / Haltestelle | 12,300               | Wilhermsdorf Mitte (seit 1998) | Wilhermsdorf Mitte (seit 1998) |
| ehemaliger Haltepunkt / Haltestelle | 12,700               | Dippoldsberg (bis 1925)        | Dippoldsberg (bis 1925)        |
| Haltepunkt / Haltestelle | 14,529               | Adelsdorf (Mittelfr)           | 334 m                          |
| Haltepunkt / Haltestelle | 16,103               | Eschenbach (b Markt Erlbach)   | 356 m                          |
| Kopfbahnhof Streckenende | 17,690               | Markt Erlbach                  | 383 m                          |
| |                      |                                |                                |
| Quellen: |                      |                                |                                |

Die Bahnstrecke Siegelsdorf–Markt Erlbach, auch Zenngrundbahn nach der vom Fluss Zenn geprägten Landschaft, ist eine eingleisige, nicht elektrifizierte Nebenbahn in Bayern. Sie zweigt in Siegelsdorf von der Bahnstrecke Fürth–Würzburg ab und führt über Langenzenn und Wilhermsdorf nach Markt Erlbach. Die Strecke war die erste Vizinalbahn Bayerns. 

## Geschichte

### Planung, Errichtung und Inbetriebnahme
Nach der Gründung eines Eisenbahnkomitees am 1. April 1867 erging am 15. April ein erstes Gesuch der Stadt Langenzenn an das königliche Handelsministerium, gefolgt von einem Gesuch an den „Allerdurchlauchtigesten Großmächtigsten König“ am 14. Mai. Mit dem Erlass des Donationsgesetzes am 29. April 1869 wurde die Genehmigung zu Bau und Betrieb der Vizinalbahn Siegelsdorf–Langenzenn erteilt. Beginn der Bauarbeiten war im November 1870, die technische Abnahme im Mai 1872; der Abschnitt bis Langenzenn wurde am 24. Mai 1872 eröffnet.

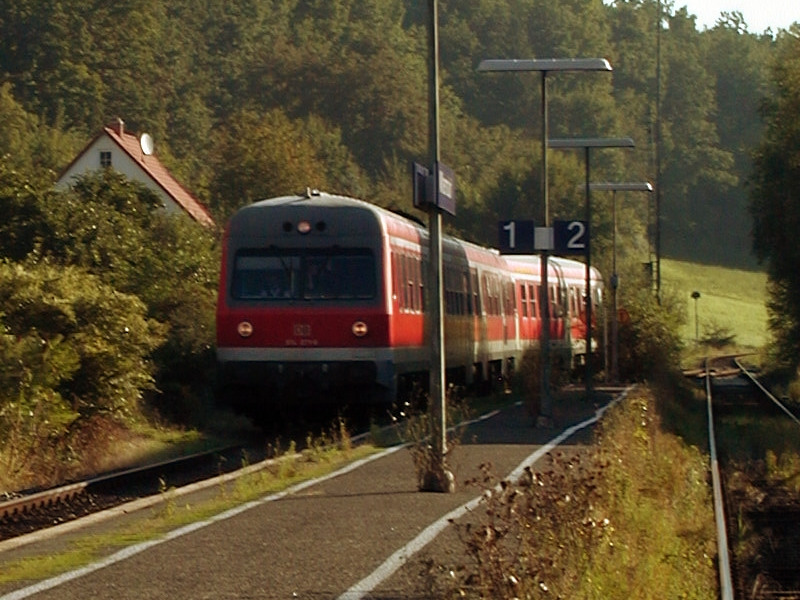
Bahnhof Wilhermsdorf (2007)

Die Baugenehmigung der Verlängerung nach Wilhermsdorf wurde am 26. Mai 1892 erteilt, die Strecke am 9. September 1895 eröffnet. Der Bau der weiteren Verlängerung nach Markt Erlbach wurde am 30. Juni 1900 genehmigt. Die Bauarbeiten begannen im Januar 1902 und die technische Abnahme konnte am 29. November 1902 erfolgen. Die Strecke wurde am 5. Dezember 1902 eröffnet.

### Seit den 1990er Jahren

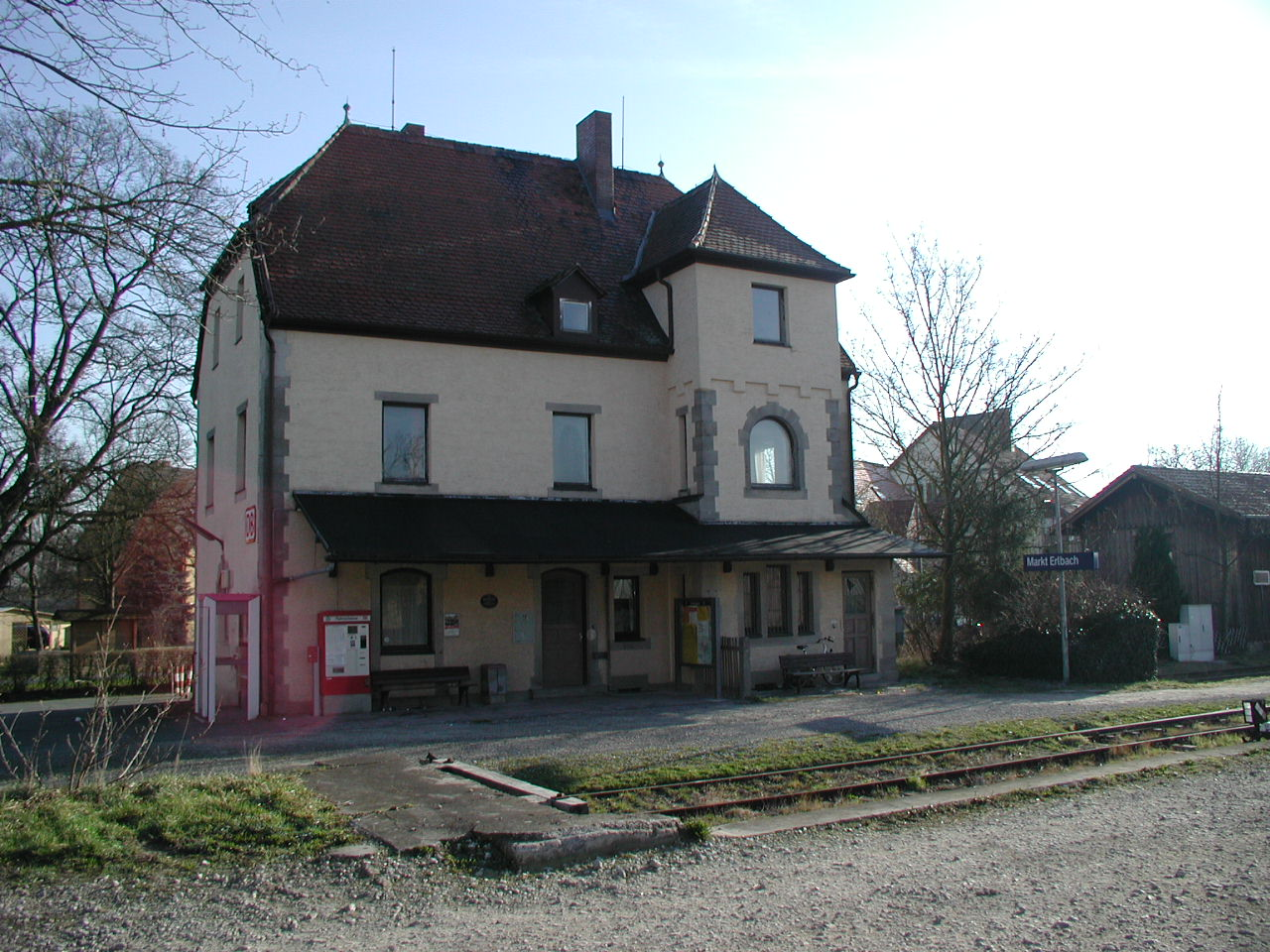
Bahnhof Markt Erlbach (2007)

Im September 1997 wurde ein neuer Haltepunkt am Wilhermsdorfer Schlossplatz geplant und 1998 als Wilhermsdorf Mitte eröffnet.
Die Strecke wird im Zugleitbetrieb betrieben. Der zuständige Zugleiter dafür sitzt im Stellwerk in Schwabach.

### Ausblick
Es bestehen Pläne, die Zenngrundbahn mittelfristig zu elektrifizieren und in die S-Bahn Nürnberg zu integrieren.

## Verkehr und Fahrzeugeinsatz
Der Sommerfahrplan 1939 verzeichnete werktags fünf und sonntags vier Personenzugpaare. Ein weiteres am späten Abend verkehrte nur mittwochs und samstags. Die Züge benötigten von Siegelsdorf nach Markt Erlbach etwa 40 Minuten, was einer durchschnittlichen Reisegeschwindigkeit von etwa 27 km/h entsprach.
Zum Winterfahrplan 1987 wurde die Zenngrundbahn vollständig in den Gemeinschaftstarif des Verkehrsverbunds Großraum Nürnberg integriert und trägt heute die Liniennummer RB 12.
Im Zusammenhang mit der Regionalisierung des Schienennahverkehrs wurde der Bayerntakt auf der Zenngrundbahn eingeführt. Das bedeutete Ausweitung des Angebots, ein Stundentakt von Montag bis Freitag und ein Zweistundentakt an Wochenenden.
Die Betriebszeiten des „Bahnbusses“ wurden auf ein Fahrtenpaar am frühen Morgen zwischen Markt Erlbach und Siegelsdorf und zwei Fahrtenpaare zwischen Fürth und Markt Erlbach im Spätverkehr reduziert. Nach Kürzungen der Ausgleichsabgaben für die Beförderung von Schwerbehinderten (Bund) und Schülern (Land Bayern) im Jahr 2004 wurde der Busverkehr eingestellt. Das Verkehrsunternehmen beantragte keine weitere Verlängerung der Genehmigung für den Betrieb der Buslinien und begründete das mit der fehlenden betriebswirtschaftlichen Rentabilität nach dem Wegfall der Zuschüsse. Der Landkreis Fürth stellte kein Ersatzangebot bereit, auch nicht durch Anrufsammeltaxen von/zum Bahnhof Siegelsdorf.
Die Regionalbahn-Leistungen auf der Strecke wurden 2005 von der Bayerischen Eisenbahngesellschaft als Teil des „Dieselnetzes Nürnberg“ für zehn Jahre ausgeschrieben. Die damalige DB Regio Mittelfranken, später DB Regio Franken, heute DB Regio Bayern, hat dafür im März 2006 den Zuschlag erhalten und befährt die Strecke seit dem 14. Dezember 2008 unter dem Namen „Mittelfrankenbahn“ mit neuen Triebwagen der Baureihe 648. Zum „kleinen Fahrplanwechsel“ im Sommer 2012 wurden werktags acht und sonntags sieben Zugpaare nach Nürnberg verlängert. Voraussetzung war der Abschluss des viergleisigen Ausbaus auf der Strecke Nürnberg–Fürth.
Mit dem Fahrplanwechsel am 12. Dezember 2022 wurde mit einem zusätzlichen Zugpaar eine Taktlücke gegen 23 Uhr geschlossen.